# العلاقات البلغارية الكونغوية
العلاقات البلغارية الكونغولية هي العلاقات الثنائية التي تجمع بين بلغاريا وجمهورية الكونغو.

## مقارنة بين البلدين
هذه مقارنة عامة ومرجعية للدولتين:
| وجه المقارنة                                              | بلغاريا                                                                             | [[تصنيف:صفحات تستخدم رمز علم غير موجود\|]] جمهورية الكونغو |
| --------------------------------------------------------- | ----------------------------------------------------------------------------------- | ---------------------------------------------------------- |
| المساحة (كم2)                                             | 110.99 ألف                                                                          | 342.00 ألف                                                 |
| عدد السكان (نسمة)                                         | 7.08 مليون                                                                          | 5.26 مليون                                                 |
| الكثافة السكانية (ن./كم²)                                 | 63.79                                                                               | 15.38                                                      |
| العاصمة                                                   | صوفيا                                                                               | برازافيل                                                   |
| اللغة الرسمية                                             | اللغة البلغارية                                                                     | لغة فرنسية                                                 |
| العملة                                                    | ليف بلغاري                                                                          | فرنك وسط أفريقي                                            |
| الناتج المحلي الإجمالي (بليون دولار)                      | 56.83 مليار                                                                         | 8.72 مليار                                                 |
| الناتج المحلي الإجمالي (تعادل القوة الشرائية) بليون دولار | 130.99 مليار                                                                        | 29.48 مليار                                                |
| الناتج المحلي الإجمالي الاسمي للفرد دولار أمريكي          | 8.03 ألف                                                                            | 1.85 ألف                                                   |
| الناتج المحلي الإجمالي للفرد دولار أمريكي                 | 17.21 ألف                                                                           |                                                            |
| مؤشر التنمية البشرية                                      | 0.782                                                                               | 0.591                                                      |
| رمز المكالمات الدولي                                      | +359                                                                                | +242                                                       |
| رمز الإنترنت                                              | .bg، .бг ‏                                                                           | .cg                                                        |
| المنطقة الزمنية                                           | ت ع م+02:00، ت ع م+03:00، أوروبا/صوفيا ‏، توقيت شرق أوروبا، توقيت شرق أوروبا الصيفي ‏ | ت ع م+01:00                                                |

## منظمات دولية مشتركة
يشترك البلدان في عضوية مجموعة من المنظمات الدولية، منها:
| علم المنظمة | اسم المنظمة                               | تاريخ انضمام بلغاريا | تاريخ انضمام جمهورية الكونغو |
| ----------- | ----------------------------------------- | -------------------- | ---------------------------- |
|             | منظمة التجارة العالمية                    | 1 ديسمبر 1996        | ?                            |
|             | يونسكو                                    | 17 مايو 1956         | 24 أكتوبر 1960               |
|             | البنك الدولي للإنشاء والتعمير             | 25 سبتمبر 1990       | 10 يوليو 1963                |
|             | وكالة ضمان الاستثمار متعدد الأطراف        | 23 سبتمبر 1992       | 16 أكتوبر 1991               |
|             | منظمة الشرطة الجنائية الدولية             | ?                    | ?                            |
|             | مؤسسة التمويل الدولية                     | 22 يوليو 1991        | 1 أكتوبر 1980                |
|             | الأمم المتحدة                             | 14 ديسمبر 1955       | 20 سبتمبر 1960               |
|             | الفريق المعني برصد الأرض                  | ?                    | ?                            |
|             | منظمة حظر الأسلحة الكيميائية              | ?                    | ?                            |
|             | المركز الدولي لتسوية المنازعات الاستشارية | 13 مايو 2001         | 14 أكتوبر 1966               |

## وصلات خارجية
- موقع وزارة الخارجية البلغارية